# Fabrice Bethuel
Fabrice Bethuel (7 de junho de 1963) é um matemático francês. É professor catedrático da Universidade Pierre e Marie Curie.
Bethuel obteve um doutorado em 1989 na Universidade Paris-Sul, orientado por Jean-Michel Coron. Recebeu o Prêmio Fermat de 1999, juntamente com Frédéric Hélein, e o Prêmio Mergier–Bourdeix de 2003.
Foi palestrante do Congresso Internacional de Matemáticos em Berlim (1998).

## Obras
- Variational methods for Ginzburg-Landau-Equations. In: Bethuel, Gerhard Huisken, Klaus Steffen, Stefan Müller: Calculus of Variations and geometric evolution problems. Cetraro 1996, Lecturenotes in Mathematics Volume 1713, Springer 1999
- com Hélein, Brezis: Ginzburg Landau Vortices. Birkhäuser 1994
- The approximation problem for Sobolev maps between two manifolds. In: Acta Mathematica. Volume 167, 1991, p. 153–206